# Animalize World Tour
Animalize World Tour bylo koncertní turné americké hardrockové skupiny Kiss na podporu alba Animalize. Jednalo se o první turné na kterém od turné Unmasked Tour, skupina hrála v Evropě. Během turné se kytaristovi Marku St. Johnovi projevil Reiterův syndrom a proto jej nahradil kytarista Bruce Kulick, který se skupinou natočil záznam koncertu v Detroitu pod názvem Animalize Live Uncensored.

## Seznam písní
Evropa:
1. Detroit Rock City
2. Cold Gin
3. Strutter
4. Fits Like a Glove
5. Heaven's on Fire
6. Under the Gun
7. War Machine
8. Young and Wasted
9. Creatures of the Night
10. I Love It Loud
11. I Still Love You
12. I've Had Enough (Into The Fire)
13. Love Gun
14. Rock and Roll All Nite
15. Lick It Up
16. Black Diamond

Severní Amerika:
1. Detroit Rock City
2. Cold Gin
3. Creatures of the Night
4. Fits Like a Glove
5. Heaven's on Fire
6. Thrills In The Night
7. Under the Gun
8. War Machine
9. Young and Wasted
10. I Love It Loud
11. I Still Love You
12. Love Gun
13. Lick It Up
14. Black Diamond
15. Rock and Roll All Nite

## Turné v datech
| Datum              | Město                          | Stát          | Místo                                 | Předkapela/předskokan |
| Evropa             | Evropa                         | Evropa        | Evropa                                | Evropa                |
| ------------------ | ------------------------------ | ------------- | ------------------------------------- | --------------------- |
| 30. září 1984      | Brighton                       | Anglie        | Brighton Centre                       | Bon Jovi              |
| 1. října 1984      | Southampton                    | Anglie        | Gaumont Theatre                       | Bon Jovi              |
| 2. října 1984      | St. Austell                    | Anglie        | Cornwall Coliseum                     | Bon Jovi              |
| 4. října 1984      | Manchester                     | Anglie        | Manchester Apollo                     | Bon Jovi              |
| 5. října 1984      | Glasgow                        | Skotsko       | Glasgow Apollo                        | Bon Jovi              |
| 6. října 1984      | Edinburgh                      | Skotsko       | Playhouse Theatre                     | Bon Jovi              |
| 7. října 1984      | Newcastle upon Tyne            | Anglie        | Newcastle City Hall                   | Bon Jovi              |
| 8. října 1984      | Newcastle upon Tyne            | Anglie        | Newcastle City Hall                   | Bon Jovi              |
| 10. října 1984     | Leicester                      | Anglie        | De Montfort Hall                      | Bon Jovi              |
| 11. října 1984     | Ipswich                        | Anglie        | Gaumont Theater                       | Bon Jovi              |
| 12. října 1984     | Stafford                       | Anglie        | Bingley Hall                          | Bon Jovi              |
| 13. října 1984     | Leeds                          | Anglie        | Queen's Hall                          | Bon Jovi              |
| 14. října 1984     | Londýn                         | Anglie        | Wembley Arena                         | Bon Jovi              |
| 15. října 1984     | Londýn                         | Anglie        | Wembley Arena                         | Bon Jovi              |
| 16. října 1984     | Mnichov                        | Německo       | Circus Krone                          | Bon Jovi              |
| 17. října 1984     | Offenbach am Main              | Německo       | Stadthalle Offenbach                  | Bon Jovi              |
| 19. října 1984     | Norimberk                      | Německo       | Hemmerleinhalle                       | Bon Jovi              |
| 21. října 1984     | Kodaň                          | Dánsko        | Falkoner Center                       | Bon Jovi              |
| 22. října 1984     | Drammen                        | Norsko        | Drammenshallen                        | -                     |
| 24. října 1984     | Lund                           | Švédsko       | Olympen                               | -                     |
| 26. října 1984     | Stockholm                      | Švédsko       | Johanneshovs Isstadion                | Bon Jovi              |
| 27. října 1984     | Göteborg                       | Švédsko       | Scandinavium                          | Bon Jovi              |
| 29. října 1984     | Hannover                       | Německo       | Stadionsporthalle                     | Bon Jovi              |
| 30. října 1984     | Düsseldorf                     | Německo       | Philipshalle                          | Bon Jovi              |
| 31. října 1984     | Ludwigshafen                   | Německo       | Friedrich-Ebert-Halle                 | Bon Jovi              |
| 1. listopadu 1984  | Lausanne                       | Švýcarsko     | Palais de Beaulieu                    | Bon Jovi              |
| 3. listopadu 1984  | Brusel                         | Belgie        | Forest National                       | Bon Jovi              |
| 4. listopadu 1984  | Zwolle                         | Nizozemsko    | IJsselhallen                          | Bon Jovi              |
| 5. listopadu 1984  | Paříž                          | Francie       | Zénith de Paris                       | Bon Jovi              |
| Severní Amerika    |                                |               |                                       |                       |
| 15. listopadu 1984 | Bethlehem, Pensylvánie         | Spojené státy | Stabler Arena                         | Queensrÿche           |
| 16. listopadu 1984 | Glens Falls, New York          | Spojené státy | Glens Falls Civic Center              | Queensrÿche           |
| 17. listopadu 1984 | Rochester, New York            | Spojené státy | Rochester Community War Memorial      | Queensrÿche           |
| 18. listopadu 1984 | Buffalo, New York              | Spojené státy | Buffalo Memorial Auditorium           | Queensrÿche           |
| 20. listopadu 1984 | Syracuse, New York             | Spojené státy | Onondaga County War Memorial          | Queensrÿche           |
| 23. listopadu 1984 | Worcester, Massachusetts       | Spojené státy | The Centrum                           | Queensrÿche           |
| 24. listopadu 1984 | New Haven, Connecticut         | Spojené státy | New Haven Coliseum                    | Queensrÿche           |
| 26. listopadu 1984 | Filadelfie, Pensylvánie        | Spojené státy | The Spectrum                          | Queensrÿche           |
| 26. listopadu 1984 | Uniondale, New York            | Spojené státy | Nassau Veterans Memorial Coliseum     | Queensrÿche           |
| 27. listopadu 1984 | Baltimore, Maryland            | Spojené státy | Baltimore Civic Center                | Queensrÿche           |
| 28. listopadu 1984 | Poughkeepsie, New York         | Spojené státy | Mid-Hudson Civic Center               | Queensrÿche           |
| 29. listopadu 1984 | Binghamton, New York           | Spojené státy | Broome County Veterans Memorial Arena | Queensrÿche           |
| 2. prosince 1984   | Indianapolis, Indiana          | Spojené státy | Market Square Arena                   | Queensrÿche           |
| 4. prosince 1984   | St. Louis, Missouri            | Spojené státy | Kiel Auditorium                       | Queensrÿche           |
| 5. prosince 1984   | Evansville, Indiana            | Spojené státy | Roberts Municipal Stadium             | Queensrÿche           |
| 6. prosince 1984   | Terre Haute, Indiana           | Spojené státy | Hulman Center                         | Queensrÿche           |
| 7. listopadu 1984  | Fort Wayne, Indiana            | Spojené státy | Allen County War Memorial Coliseum    | Queensrÿche           |
| 8. prosince 1984   | Detroit, Michigan              | Spojené státy | Cobo Arena                            | Queensrÿche           |
| 11. prosince 1984  | Saginaw, Michigan              | Spojené státy | Saginaw Civic Center                  | Queensrÿche           |
| 12. prosince 1984  | Columbus, Ohio                 | Spojené státy | Battelle Hall                         | Queensrÿche           |
| 13. prosince 1984  | Dayton, Ohio                   | Spojené státy | Hara Arena                            | Queensrÿche           |
| 14. prosince 1984  | Richfield, Ohio                | Spojené státy | Richfield Coliseum                    | Queensrÿche           |
| 15. prosince 1984  | Louisville, Kentucky           | Spojené státy | Commonwealth Convention Center        | Queensrÿche           |
| 17. prosince 1984  | Peoria County, Illinois        | Spojené státy | Peoria Civic Center                   | Queensrÿche           |
| 18. prosince 1984  | Cedar Rapids, Iowa             | Spojené státy | Five Seasons Center                   | Queensrÿche           |
| 26. prosince 1984  | Kansas City, Missouri          | Spojené státy | Kansas City Municipal Auditorium      | Queensrÿche           |
| 27. prosince 1984  | Lincoln, Nebraska              | Spojené státy | Pershing Auditorium                   | Queensrÿche           |
| 29. prosince 1984  | Saint Paul, Minnesota          | Spojené státy | St. Paul Civic Center                 | Queensrÿche           |
| 30. prosince 1984  | Milwaukee, Wisconsin           | Spojené státy | Mecca Arena                           | Queensrÿche           |
| 3. ledna 1985      | Greenville, Jižní Karolína     | Spojené státy | Greenville Memorial Auditorium        | Krokus                |
| 4. ledna 1985      | Johnson City, Tennessee        | Spojené státy | Freedom Hall Civic Center             | Krokus                |
| 5. ledna 1985      | Fayetteville, Severní Karolína | Spojené státy | Cumberland County Memorial Arena      | Krokus                |
| 6. ledna 1985      | Charlotte, Severní Karolína    | Spojené státy | Charlotte Coliseum                    | Krokus                |
| 8. ledna 1985      | Knoxville, Tennessee           | Spojené státy | Knoxville Civic Coliseum              | Krokus                |
| 9. ledna 1985      | Atlanta, Georgie               | Spojené státy | The Omni Coliseum                     | Krokus                |
| 10. ledna 1985     | Orlando, Florida               | Spojené státy | Orlando Sports Stadium                | Krokus                |
| 11. ledna 1985     | Fort Lauderdale, Florida       | Spojené státy | Sunrise Musical Theater               | Krokus                |
| 12. ledna 1985     | Fort Lauderdale, Florida       | Spojené státy | Sunrise Musical Theater               | Krokus                |
| 13. ledna 1985     | St. Petersburg, Florida        | Spojené státy | Bayfront Center                       | Krokus                |
| 15. ledna 1985     | New Orleans, Louisiana         | Spojené státy | Lakefront Arena                       | Krokus                |
| 16. ledna 1985     | Biloxi, Mississippi            | Spojené státy | Mississippi Coast Coliseum            | Krokus                |
| 17. ledna 1985     | Huntsville, Alabama            | Spojené státy | Von Braun Civic Center                | Krokus                |
| 18. ledna 1985     | Birmingham, Alabama            | Spojené státy | Boutwell Memorial Auditorium          | Krokus                |
| 19. ledna 1985     | Nashville, Tennessee           | Spojené státy | Nashville Municipal Auditorium        | Krokus                |
| 21. ledna 1985     | Pensacola, Florida             | Spojené státy | Pensacola Civic Center                | Krokus                |
| 22. ledna 1985     | Memphis, Tennessee             | Spojené státy | Mid-South Coliseum                    | Krokus                |
| 24. ledna 1985     | Lubbock, Texas                 | Spojené státy | Lubbock Municipal Coliseum            | Queensrÿche           |
| 25. ledna 1985     | Abilene, Texas                 | Spojené státy | Taylor County Expo Center             | Queensrÿche           |
| 26. ledna 1985     | Austin, Texas                  | Spojené státy | Frank Erwin Center                    | Queensrÿche           |
| 27. ledna 1985     | Corpus Christi, Texas          | Spojené státy | Corpus Christi Memorial Coliseum      | Queensrÿche           |
| 29. ledna 1985     | Dallas, Texas                  | Spojené státy | Reunion Arena                         | Queensrÿche           |
| 30. ledna 1985     | San Antonio, Texas             | Spojené státy | HemisFair Arena                       | Queensrÿche           |
| 31. ledna 1985     | Houston, Texas                 | Spojené státy | Sam Houston Coliseum                  | Queensrÿche           |
| 1. února 1985      | Waco, Texas                    | Spojené státy | Waco Convention Center                | Queensrÿche           |
| 3. února 1985      | Odessa, Texas                  | Spojené státy | Ector County Coliseum                 | Queensrÿche           |
| 4. února 1985      | Beaumont, Texas                | Spojené státy | Montagne Center                       | Queensrÿche           |
| 5. února 1985      | El Paso, Texas                 | Spojené státy | El Paso County Coliseum               | Queensrÿche           |
| 6. února 1985      | Phoenix, Arizona               | Spojené státy | Arizona Veterans Memorial Coliseum    | Queensrÿche           |
| 7. února 1985      | Las Vegas, Nevada              | Spojené státy | Aladdin Theatre                       | Queensrÿche           |
| 9. února 1985      | Oakland, Kalifornie            | Spojené státy | Kaiser Convention Center              | Queensrÿche           |
| 11. února 1985     | Salt Lake City, Utah           | Spojené státy | Salt Palace                           | Queensrÿche           |
| 13. února 1985     | Seattle, Washington            | Spojené státy | Seattle Center Arena                  | Queensrÿche           |
| 14. února 1985     | Portland, Oregon               | Spojené státy | Portland Memorial Coliseum            | Queensrÿche           |
| 17. února 1985     | Long Beach, Kalifornie         | Spojené státy | Long Beach Arena                      | Queensrÿche           |
| 18. února 1985     | Long Beach, Kalifornie         | Spojené státy | Long Beach Arena                      | Queensrÿche           |
| 20. února 1985     | San Bernardino, Kalifornie     | Spojené státy | Orange Pavilion                       | Queensrÿche           |
| 21. února 1985     | Bakersfield, Kalifornie        | Spojené státy | Bakersfield Convention Center         | Queensrÿche           |
| 22. února 1985     | San Diego, Kalifornie          | Spojené státy | San Diego Sports Arena                | Queensrÿche           |
| 24. února 1985     | Sacramento, Kalifornie         | Spojené státy | Sacramento Memorial Auditorium        | Queensrÿche           |
| 26. února 1985     | Spokane, Washington            | Spojené státy | Spokane Coliseum                      | Queensrÿche           |
| 27. února 1985     | Vancouver, Britská Kolumbie    | Kanada        | Pacific Coliseum                      | Queensrÿche           |
| 1. března 1985     | Edmonton, Alberta              | Kanada        | Kinsmen Field House                   | Sentinel              |
| 2. března 1985     | Lethbridge, Alberta            | Kanada        | Lethbridge Sportsplex                 | Queensrÿche           |
| 3. března 1985     | Calgary, Alberta               | Kanada        | Stampede Corral                       | Queensrÿche           |
| 7. března 1985     | Regina, Saskatchewan           | Kanada        | Regina Agridome                       | Dokken                |
| 9. března 1985     | Winnipeg, Manitoba             | Kanada        | Winnipeg Arena                        | Dokken                |
| 10. března 1985    | Grand Forks, Severní Dakota    | Spojené státy | Ralph Engelstad Arena                 | Dokken                |
| 11. března 1985    | Bismarck, Severní Dakota       | Spojené státy | Bismarck Civic Center                 | Dokken                |
| 13. března 1985    | Duluth, Minnesota              | Spojené státy | Duluth Arena                          | Dokken                |
| 15. března 1985    | La Crosse, Wisconsin           | Spojené státy | La Crosse Center                      | Dokken                |
| 16. března 1985    | Dubuque, Iowa                  | Spojené státy | Five Flags Center                     | Dokken                |
| 17. března 1985    | Des Moines, Iowa               | Spojené státy | Iowa Veterans Memorial Auditorium     | Dokken                |
| 19. března 1985    | Madison, Wisconsin             | Spojené státy | Dane County Expo Coliseum             | W.A.S.P.              |
| 20. března 1985    | Marquette County, Michigan     | Spojené státy | Lakeview Arena                        | W.A.S.P.              |
| 22. března 1985    | Lansing, Michigan              | Spojené státy | Lansing Civic Center                  | W.A.S.P.              |
| 23. března 1985    | South Bend, Indiana            | Spojené státy | Joyce Center                          | W.A.S.P.              |
| 24. března 1985    | Cincinnati, Ohio               | Spojené státy | Cincinnati Gardens                    | W.A.S.P.              |
| 25. března 1985    | Toledo, Ohio                   | Spojené státy | Toledo Sports Arena                   | W.A.S.P.              |
| 26. března 1985    | Pittsburgh, Pensylvánie        | Spojené státy | Pittsburgh Civic Arena                | W.A.S.P.              |
| 28. března 1985    | Springfield, Massachusetts     | Spojené státy | Springfield Civic Center              | W.A.S.P.              |
| 29. března 1985    | East Rutherford, New Jersey    | Spojené státy | Brendan Byrne Arena                   | W.A.S.P.              |

## Sestava
KISS
- Paul Stanley – rytmická kytara, zpěv
- Gene Simmons – basová kytara, zpěv
- Mark St. John – sólová kytara, zpěv (září – listopad 1985)
- Bruce Kulick – sólová kytara, zpěv (prosinec 1984 – březen 1985)
- Eric Carr – bicí, zpěv